# Новомунасипово
Новомунасипово (баш. Яңы Монасип) — деревня в Бурзянском районе Республики Башкортостан Российской Федерации. Центр Старомунасиповского сельсовета (с 1986 года).

## География

### Географическое положение
Находится на берегу реки Белой.
Расстояние до:
- районного центра (Старосубхангулово): 26 км,
- ближайшей железнодорожной станции (Белорецк): 129 км.

## История
Указ Президиума Верховного Совета Башкирской АССР от 12.12.1986 г. № 6-2/395  «О перенесении административного центра Старомунасиповского сельсовета Бурзянского района» гласит:

Президиум Верховного Совета Башкирской АССР постановляет:
Перенести административный центр Старомунасиповского сельсовета Бурзянского района из деревни Старомунасипово в деревню Новомунасипово.
Председатель Президиума Верховного Совета Башкирской АССР 
Ф. Султанов 

Уфа, 12 декабря 1986 года

№ 6-2/395— http://www.ufa.regionz.ru/index.php?ds=39593

## Население
| 2002 | 2009 | 2010 |
| ---- | ---- | ---- |
| 352  | ↗381 | ↘327 |

Согласно переписи 2002 года, преобладающая национальность — башкиры (100 %).

## Религия
В деревне есть мечеть.